# 소림사: 무림퇴마전
《소림사: 무림퇴마전》(중국어: 至尊先生)은 2019년 공개한 중국의 액션 영화이다.

## 출연진
- 전소호
- 손호
- 맹지초